# Für kein Geld der Welt
Für kein Geld der Welt ist ein deutscher Fernsehfilm aus dem Jahr 2011. Die Liebes-Komödie wurde vom 7. April bis 8. Mai 2010 in Köln und Umgebung gedreht. Die Erstausstrahlung war am 13. Mai 2011 in der ARD. Dabei wurde sie von 4,61 Mio. Zuschauern gesehen, was einem Marktanteil von 16,5 Prozent entsprach.

## Handlung
Isabella Meinhardt ist nach ihrem Studium nach Japan gezogen, um dort zu arbeiten. Als ihr Vater Friedrich sie bittet, nach Hause zu kommen, meint sie, das könne nur einen Grund haben. Endlich, so glaubt die Unternehmerstochter, soll sie die Leitung der traditionsreichen Meinhardt-Automobilwerke übernehmen. Als sie erfahren muss, dass ihr Vater nur möchte, dass sie seiner Verlobung mit der Staatsanwältin Viola Kassen beiwohnt, will sie wütend gleich wieder abreisen. Aber ihr Vater hindert sie daran, indem er ihr eine Chance gibt, sich in seiner Firma zu beweisen. Allerdings setzt er sie nicht gleich in einer leitenden Position ein, sondern will, dass sie das Unternehmen von der Pike auf kennenlernt und sozusagen ganz unten beginnt.
So startet Isabella nun als ‚Isi Meier‘ ihren neuen Job am Fließband in der Fertigungshalle. Sie freundet sich mit ihrer Kollegin Alex Singer an und bekommt die Nöte der Arbeiter hautnah mit, als sie erfährt, dass der Zeitvertrag von Tarik Özgür nicht verlängert wird – obwohl seine Frau ein Kind erwartet. Bei der Montage von Autos lernt sie den Entwicklungsingenieur Sebastian Duxner kennen. Sie verliebt sich in ihn und verheimlicht ihm ihre wahre Identität. Endlich wird sie nicht nur wegen ihres Geldes, sondern um ihrer selbst willen geliebt. Als Isabella erfahren muss, dass das väterliche Unternehmen kurz vor der Pleite und der Übernahme durch einen Großkonzern steht, ist guter Rat teuer. Ein von Sebastian entwickelter neuartiger Hybridmotor könnte die Lösung sein. Allerdings gibt es vereinzelte Personen im Unternehmen, die verhindern sollen, dass der Betrieb wieder auf die Beine kommt. Nun kann Isabella ihrem Vater endlich beweisen, dass sie talentiert genug ist, sich durchzusetzen. Sie überführt den leitenden Ingenieur Dr. Steinfurt der Sabotage – die Zukunft der Meinhardt-Werke ist gerettet. Am Ende bekommt Alex Singer den für ihren Sohn zustehenden Sonderurlaub und Tarik Özgür einen unbefristeten Vertrag. Isabella rückt in den Vorstand auf.

## Drehorte
Viele Szenen des Films entstanden in der Fertigungshalle Y der Ford-Werke in Köln-Niehl. Dort wurde zu dieser Zeit der Ford Fiesta der 7. Generation gefertigt, die Bekleidung der im Film zu sehenden Angestellten wurde an die fiktiven Meinhardt-Automobilwerke angepasst. Gedreht wurde teilweise während der laufenden Produktion, die Hauptdarstellerin Karoline Teska arbeitete unter der Aufsicht eines Ford-Mitarbeiters u. a. bei der Montage der Heckklappendichtungen mit. Weitere Drehorte waren der Niehler Ölhafen sowie ein Parkhaus für die Mitarbeiter des Werks.

## Kritiken
„Handelsübliche (Fernseh-)Komödie über berufliche wie private Herausforderungen in romantischem Gewand.“

„Die Oberflächlichkeit, mit der hier Themen wie Zeitarbeit und Firmenübernahme in den Dienst einer Liebesschnulze gestellt werden, muss echten Menschen, die mit solchen Problemen zu kämpfen haben, wie blanker Zynismus erscheinen. Fernsehmacher vergessen leider oft, dass auch mit Unterhaltungsware für ein Massenpublikum eine Verantwortung einhergeht. ‚Für kein Geld der Welt‘ kommt dieser nicht nach – und unterhält außerdem bestenfalls mäßig.“

„Charmant gespielt, aber echte Überraschungen bietet die Story vom Fließband nicht. [Fazit:] Gibt zu wenig Gas, kommt aber an.“